# Włas Niczkow
Włas Nikiforowicz Niczkow, Влас Никифорович Ничков (ur. w lutym 1902 w Bierieznikach, Gubernia permska, Imperium Rosyjskie, zm. 8 stycznia 1972 w Nowym Jorku) – doktor nauk ekonomicznych, radziecki działacz gospodarczy.

## Życiorys
Urodził się w rodzinie chłopskiej. W 1914 ukończył wiejską szkołę, kontynuował naukę w szkole miejskiej w Czerdyniu. Od 1919 do 1922 pracował jako nauczyciel wiejski i inspektor Wydziału Edukacji Publicznej w ujeździe czerdyńskim. Następnie był studentem Wydziału dla Pracowników (рабфак) w Permie (1922-1923). Po jego ukończeniu wstąpił do Akademii Leśnictwa w Leningradzie (Ленинградская лесотехническая академия), którą ukończył 
w 1927. W następnych latach pracował jako stażysta w firmie Siewzaples (Севзаплес), dyrektor portu przeładunku drewna w Leningradzie. Od 1939 pełnił funkcję dziekana Wydziału Leśnego, zastępcy dyrektora Instytutu Handlu Zagranicznego (Институт внешней торговли). W 1940 obronił pracę doktorską. Pierwsze lata II wojny światowej spędził na froncie wokół Leningradu. W 1943 został przeniesiony do Moskwy, gdzie mianowano go wiceprezesem radzieckiej spółki handlowej Amtorg (1944-1948), zaś w latach 1948-1967 był założycielem i prezesem centrali handlu zagranicznego Eksportles (Экспортлес). W 1961 został doktorem nauk ekonomicznych. W 1967 powrócił do spółki Amtorg, w której tym razem powierzono mu pełnienia funkcji prezesa w Nowym Jorku (do 1972), gdzie zmarł.